# Maximilian Nicu
Maximilian Nicu (* 25. November 1982 in Prien am Chiemsee) ist ein ehemaliger deutsch-rumänischer Fußballspieler. Der Mittelfeldspieler war rumänischer Nationalspieler und spielte in vier Spielzeiten in der deutschen Bundesliga.

## Karriere
In der Jugend spielte Maximilian Nicu bei dem TuS Prien am Chiemsee, dem TSV 1860 Rosenheim und der SpVgg Unterhaching. Bei den Hachingern schaffte er 2002 den Sprung in die erste Mannschaft, die in der Regionalliga Süd spielte. Er bestritt in der Saison 2002/03 23 Spiele für den Verein, in denen er zwei Tore erzielte.
Die SpVgg Unterhaching stieg 2003 als Regionalliga-Südmeister in die 2. Bundesliga auf, wo Nicu dann jedoch nicht mehr zum Zuge kam. Ohne ein Zweitligaspiel bestritten zu haben, wechselte er im Februar 2004 zurück in die Regionalliga zum FC Rot-Weiß Erfurt. Bei den Thüringern bestritt er in der Rückrunde 13 Spiele und schaffte erneut den Aufstieg in die 2. Bundesliga. Jedoch wurde er für den Erfurter Kader der Saison 2004/05 nicht berücksichtigt.
Nach einem halben Jahr Vereinslosigkeit unterschrieb Nicu zum 1. Januar 2005 einen Vertrag beim hessischen Verein SV Wehen, der in der Regionalliga Süd spielte. Dort erkämpfte er sich sofort einen Stammplatz und wurde in der Saison 2005/06 mit 16 Treffern Torschützenkönig der Südstaffel, ein Titel, den er sich mit Christian Okpala vom Aufsteiger FC Augsburg teilte. Daraufhin wurde Nicu vom Zweitligisten Wacker Burghausen verpflichtet, bei dem er in der Saison 2006/07 Stammspieler war. Nach dem Abstieg der Burghauser im Jahr 2007 kehrte er zurück zum SV Wehen Wiesbaden, mit dem er in der Saison 2007/08 in der 2. Bundesliga spielte.
Von 2008 bis 2010 spielte Nicu beim Erstligisten Hertha BSC. Sein erstes internationales Tor erzielte er am 16. September 2008 im UEFA-Cup-Spiel gegen St Patrick’s Athletic. Seinen ersten Bundesligatreffer erzielte er am 18. Oktober 2008 im Spiel gegen den VfB Stuttgart. Nach dem Abstieg nutzte Hertha eine Option auf Weiterverpflichtung nicht und Nicu wechselte ablösefrei zum Bundesligisten SC Freiburg. Nach 23 Bundesligaeinsätzen in seiner ersten Saison in Freiburg war er in der Hinrunde der Saison 2011/12 nur noch zu vier Einsätzen gekommen. Von Vereinsseite wurde ihm in der Winterpause mitgeteilt, dass er in den weiteren Planungen des Klubs keine Rolle mehr spielt. Ende Januar 2012 wechselte Nicu ablösefrei zum Zweitligisten TSV 1860 München; er erhielt dort einen Vertrag bis Saisonende. Im Sommer 2012 wurde sein Vertrag um ein Jahr verlängert, in der Hinrunde der Spielzeit 2012/13 kam er zunächst als Wechselspieler regelmäßig zum Einsatz. Nach der Winterpause wurde er nicht mehr eingesetzt. Bis auf vier Spiele gehörte er nicht zum 18-er Kader des TSV 1860 München. Im Sommer 2013 verließ er den Verein schließlich wieder. Nach einem halben Jahr Vereinslosigkeit wechselte er nach Rumänien zu Universitatea Cluj. Im Sommer 2014 schloss er sich dem zyprischen Zweitligisten Aris Limassol an.
Ab Februar 2015 spielte er für den Regionalligisten SV Elversberg. Im August 2015 wechselte er zur SpVgg Unterhaching. Zum Ende der Saison 2016/17 stieg Nicu mit der SpVgg in die 3. Liga auf. Dabei absolvierte er 33 von 34 Saisonspielen – die meisten davon in der Innenverteidigung – und beide Relegationsspiele gegen seinen Ex-Verein Elversberg. Nach dem Aufstieg kam Nicu seltener zum Einsatz. Nach 14 Drittliga-Einsätzen in der Spielzeit 2017/18 beendete Nicu im Mai 2018 seine Laufbahn – im letzten Spiel der Saison lief er nochmals als Kapitän auf und erzielte beim 4:1-Sieg gegen den VfL Osnabrück per Freistoß das frühe 1:0.
Von Sommer 2019 bis Sommer 2023 absolvierte er noch sporadische Einsätze als Spielertrainer seines Heimatvereins, den Kreisligisten TuS Prien am Chiemsee.

## Nationalmannschaft
Rumäniens Nationaltrainer Victor Pițurcă wurde auf Nicus Leistungen in der Bundesliga aufmerksam. Da dieser jedoch keine rumänische Staatsbürgerschaft besaß, musste er sie erst beantragen und bekam sie am 17. März 2009 verliehen. Er war schon vorher für das WM-Qualifikationsspiel gegen Serbien nominiert worden.

## Erfolge
Erfolge im Verein
- Meister der Regionalliga Süd: 2003
- Meister der Regionalliga Bayern: 2017
- Aufstieg in die 2. Bundesliga: 2003, 2004
- Aufstieg in die 3. Liga: 2017

Auszeichnungen
- Torschützenkönig der Regionalliga Süd: 2006

## Trainer-Laufbahn
Nach dem Karriereende als Profi begann Nicu als Trainer zu arbeiten. Im April 2018 stellte ihn sein Heimatverein TuS Prien am Chiemsee als neuen Trainer für die Saison 2018/19 vor. Er ist zudem als Experte bei DAZN tätig.